# Kondratienowka
Kondratienowka (ros. Кондратеновка) – wieś (sieło) w Rosji, w Kraju Nadmorskim, w okręgu miejskim Ussuryjska. W 2010 liczyła 228 mieszkańców.